# Ärtcypress
Ärtcypress (Chamaecyparis pisifera) är en cypressväxtart som först beskrevs av Philipp Franz von Siebold och Joseph Gerhard Zuccarini, och fick sitt nu gällande namn av Stephan Ladislaus Endlicher. Ärtcypress ingår i släktet ädelcypresser, och familjen cypressväxter. IUCN kategoriserar arten globalt som livskraftig. Arten förekommer tillfälligt i Sverige, men reproducerar sig inte. Inga underarter finns listade i Catalogue of Life.
Arten förekommer på öarna Honshu och Kyushu i Japan. Den hittas i kulliga områden och i bergstrakter mellan 280 och 2600 meter över havet. Ärtcypress växer ofta nära vattendrag och den föredrar sluttningar med mycket regn. Den ingår ibland i barrskogar.

## Bildgalleri

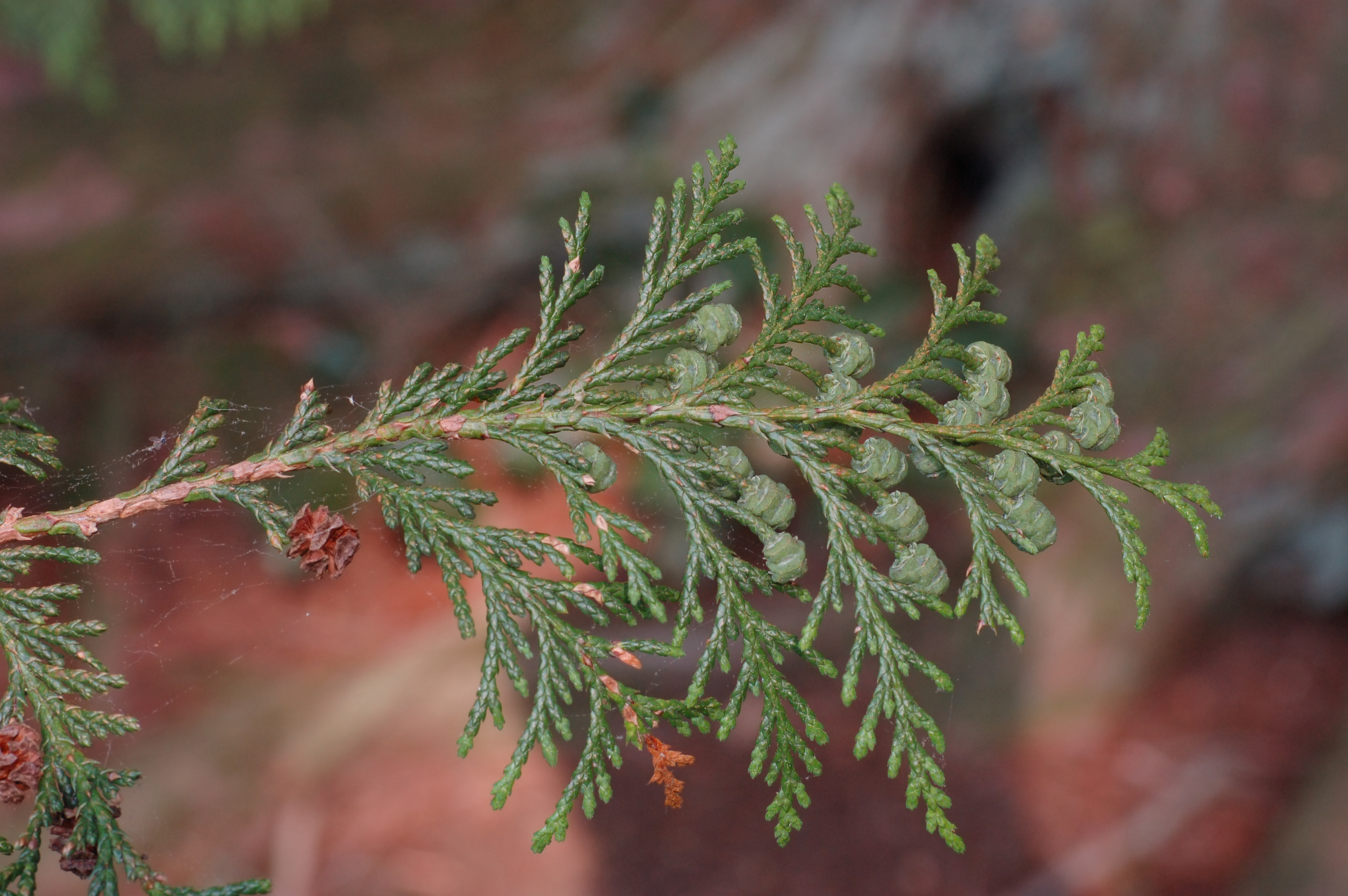
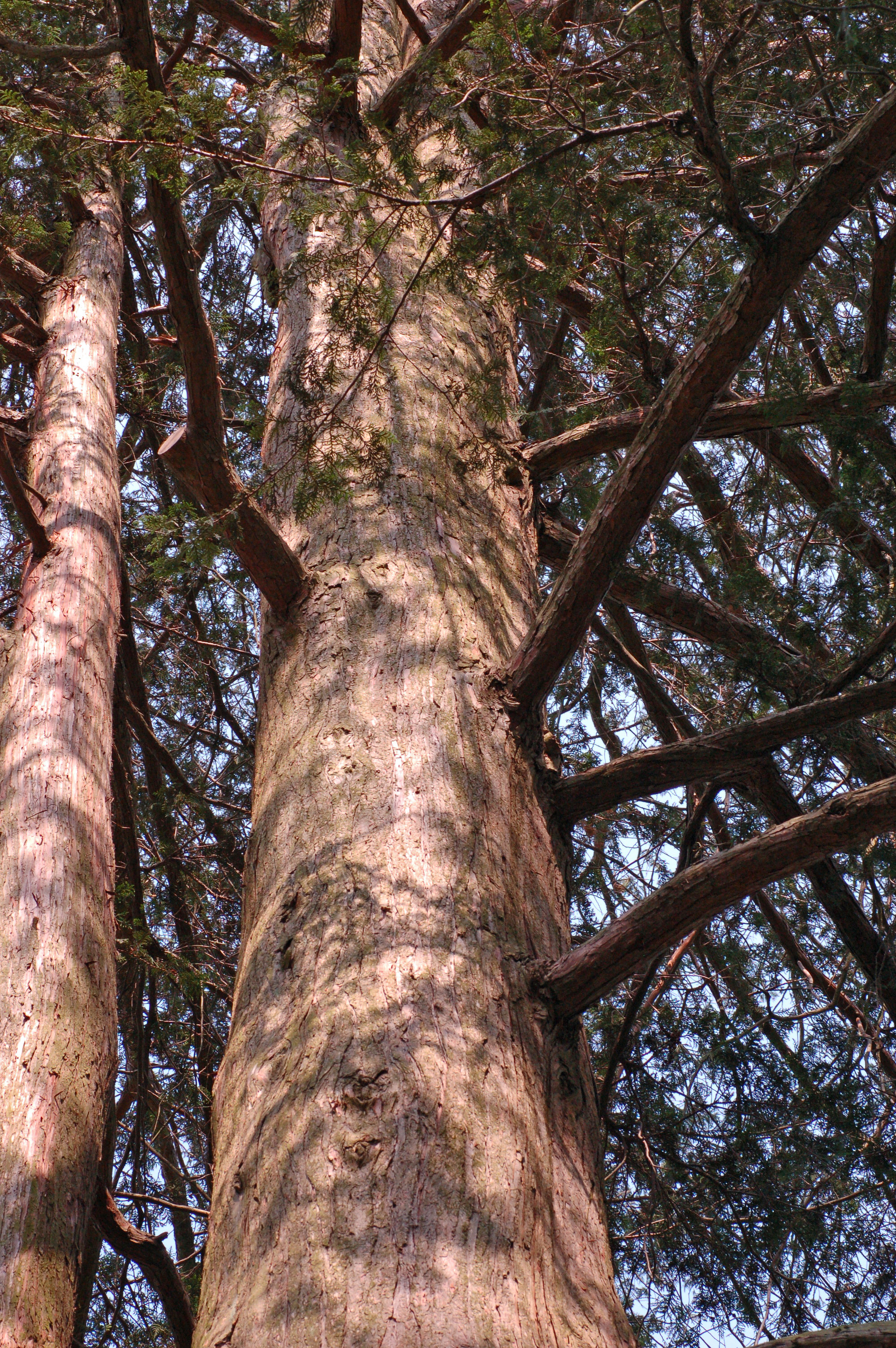
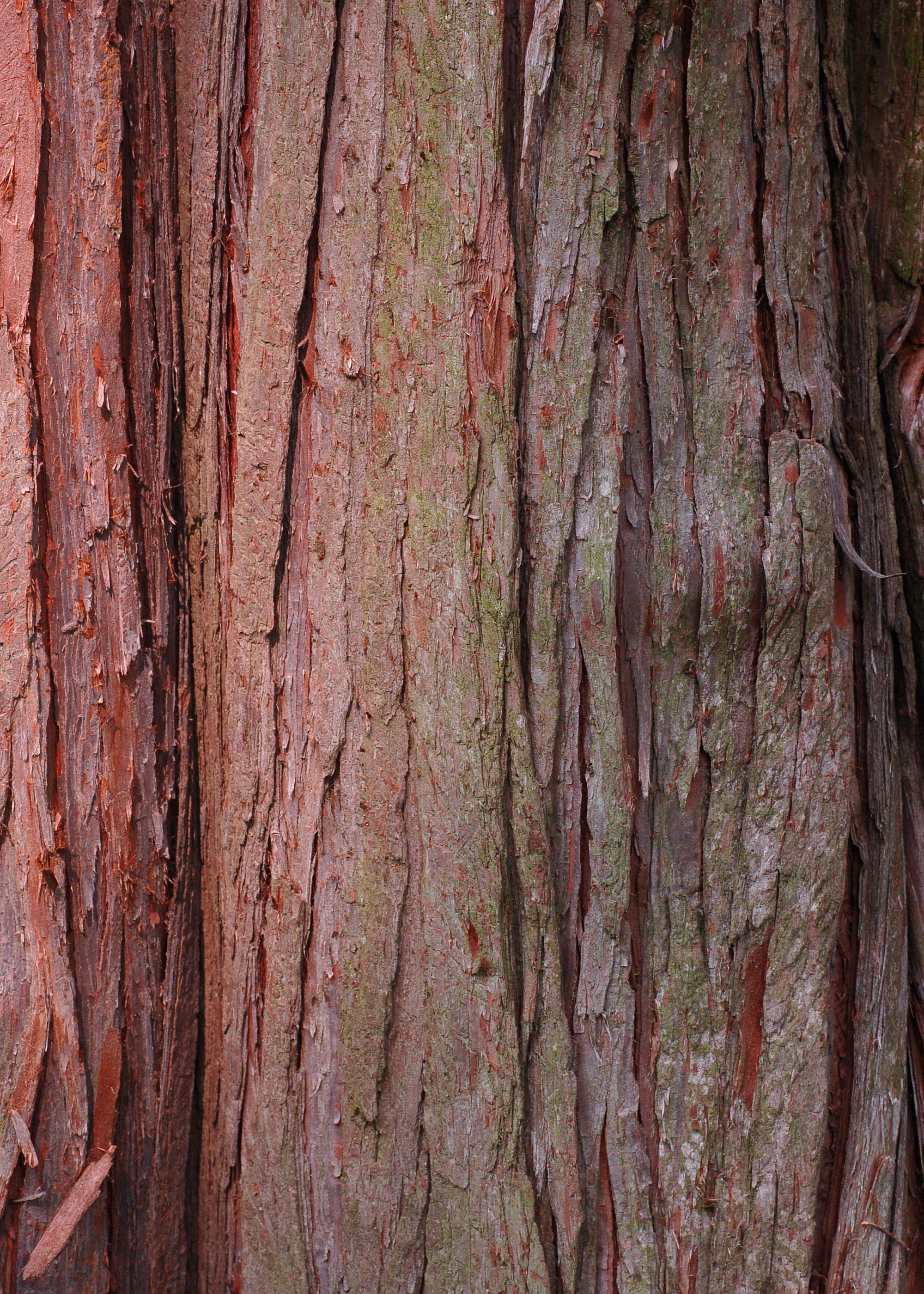
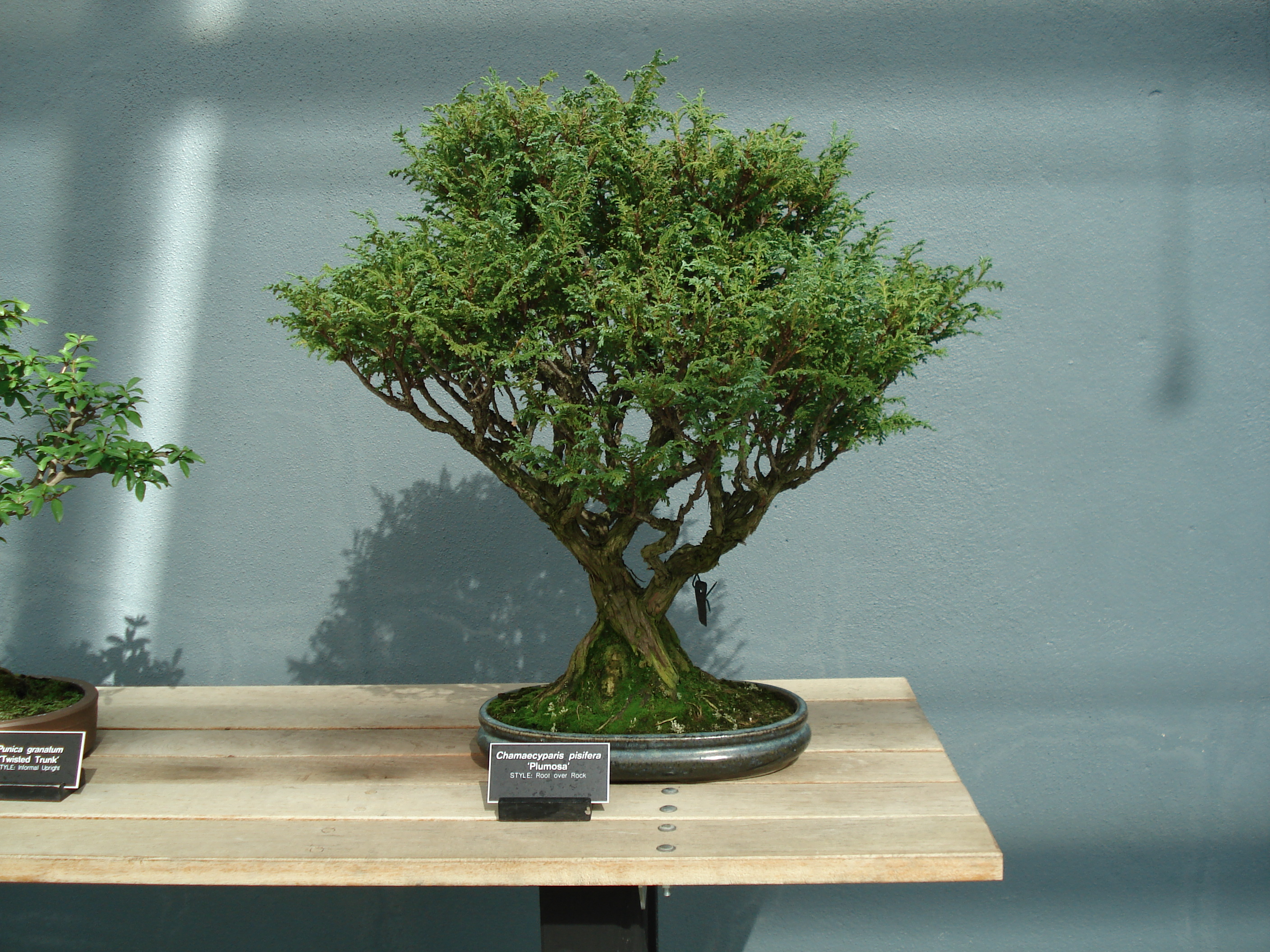
Bonsai
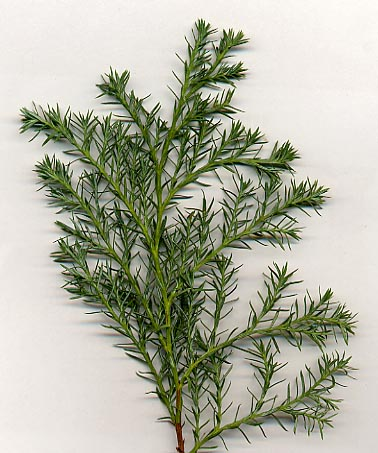
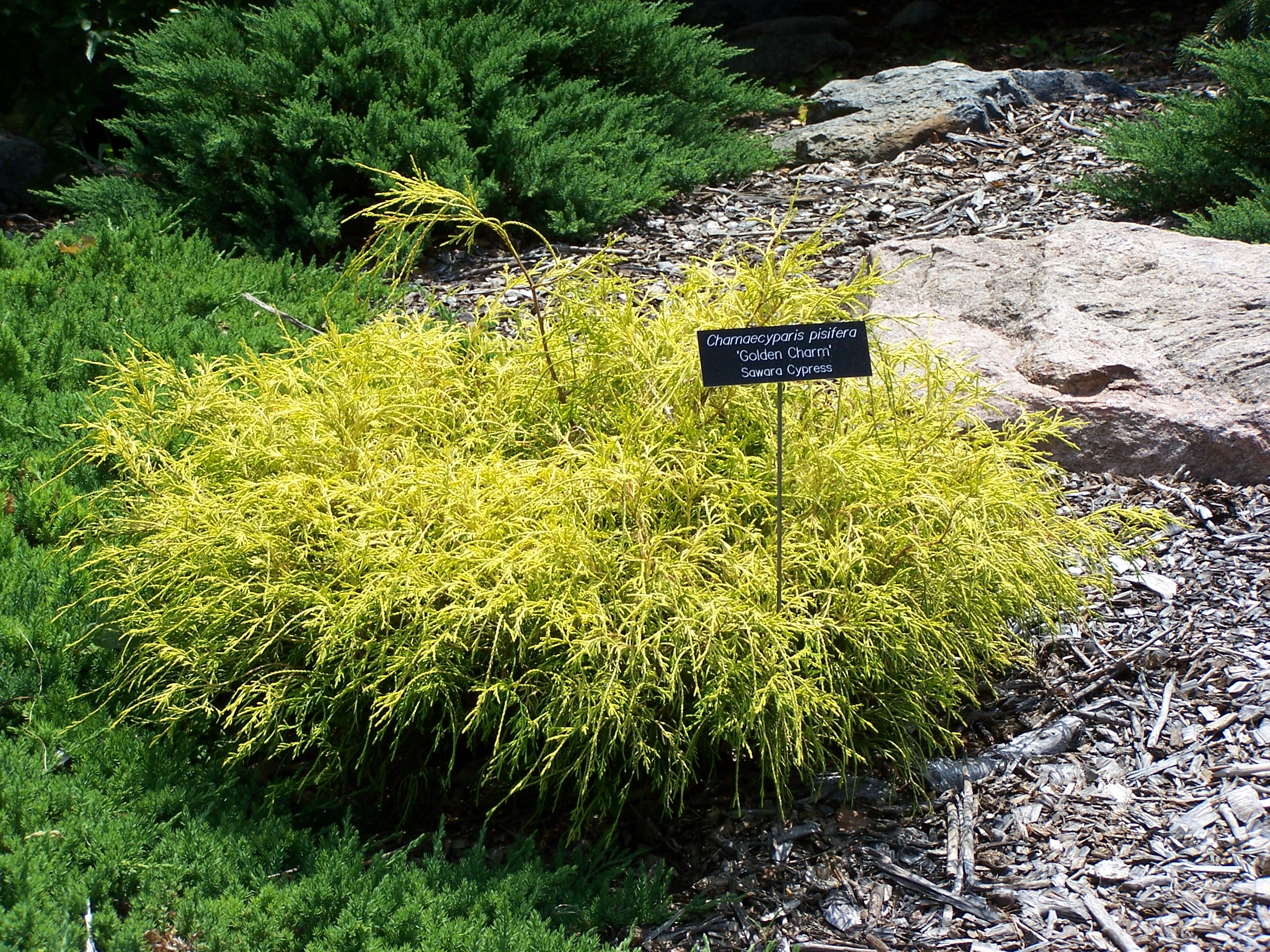